# Messenkamp
Messenkamp is een gemeente in de Duitse deelstaat Nedersaksen. De gemeente maakt deel uit van de Samtgemeinde Rodenberg in het Landkreis Schaumburg.
Messenkamp telt 740 inwoners.

## Indeling van de gemeente
Tot de gemeente behoort naast het gelijknamige dorp het Ortsteil Altenhagen II, dat ten oosten van Messenkamp aan de voet van de Deister ligt, en verder de gehuchten Alte Ziegelei, Hobboken, Klein Amerika en Schweiz.

## Ligging, infrastructuur
Messenkamp ligt aan de zuidwestflank van de heuvelrug Deister en wordt doorsneden door de Bundesstraße 442. Het grotere dorp Lauenau ligt minder dan 2 kilometer ten noorden van Messenkamp.
Vanuit het dorp loopt een ruim één kilometer lange weg zuidwestwaarts naar buurdorp Hülsede. De gemeente ligt ook niet ver van enkele dorpen in de gemeente Bad Münder am Deister, waaronder Nienstedt, aan de andere kant van de Deister.
Messenkamp is slecht per openbaar vervoer bereikbaar. Treinen rijden er niet; de buslijnen in de gemeente zijn in de meeste gevallen schoolbusdiensten. Deze voeren, alleen op dagen, wanneer er op de scholen les wordt gegeven, 's morgens vroeg één rit uit in de richting van de onderwijsinstellingen, en in de middag, na het uitgaan van de scholen, twee of drie in omgekeerde richting. Verder bestaat in de gemeente een bel-taxi(Anruf-Auto)-systeem, vooral bedoeld voor ouderen, gehandicapten e.d.. Men moet een rit één dag van tevoren aanvragen. Men kan op deze wijze vervoer regelen binnen de Samtgemeinde, en ook van en naar artsen, ziekenhuizen e.d. in de omliggende plaatsen.

## Economie
Messenkamp bestaat van het toerisme in de Deister en van de landbouw. Ook wonen er mensen, die in omliggende plaatsen werken (woonforensen).

## Geschiedenis
Messenkamp wordt in een document uit het jaar 1230 voor het eerst vermeld, en Altenhagen II in de 15e eeuw. Op een nabije oude ringwal is enige tijd een Gogericht (gouwgerecht) voor lokale rechtspraak in functie geweest.
Anders dan de meeste andere delen van de Samtgemeinde Rodenburg kwam Messenkamp in 1640-1648 bij de deling van het Graafschap Schaumburg niet aan het Landgraafschap Hessen-Kassel, maar aan het Vorstendom Calenberg , dat in 1692 in het Keurvorstendom Brunswijk-Lüneburg opging.
Van 1905 tot 1968 had Messenkamp een stationnetje aan de Spoorlijn Bad Münder - Bad Nenndorf. In de 19e en vroege  20e eeuw bestond te Altenhagen II enige tijd een kalkbranderij.

## Bezienswaardigheden
- Messenkamp ligt aan de zuidwestflank van de heuvelrug Deister, met mogelijkheden tot wandelen, fietsen en mountainbiken.
- De uit 1532 daterende St-Joriskapel te Messenkamp is eenvoudig, maar schilderachtig, en dient 's zondags als evangelisch-luthers kerkgebouwtje.

## Afbeeldingen

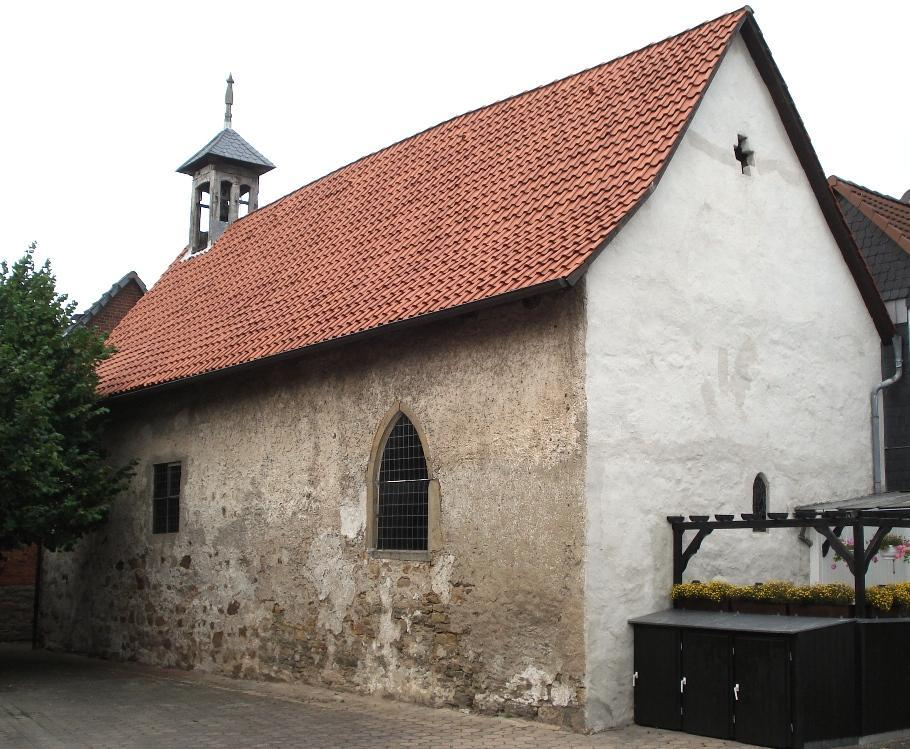
De Sint-Joriskapel te Messenkamp
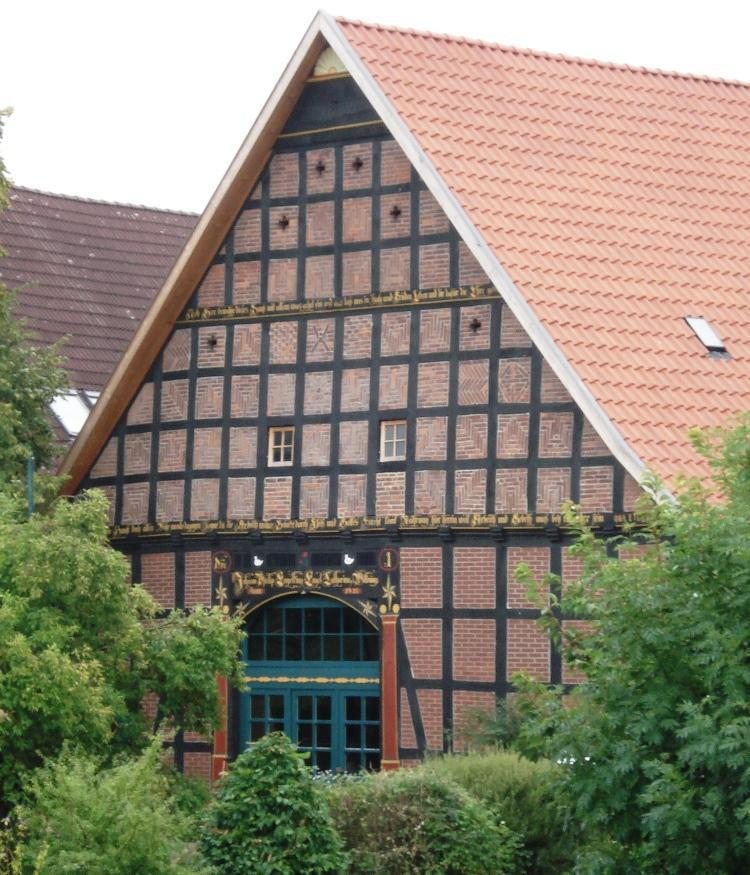
Oude vakwerkboerderij, die model heeft gestaan voor het dorpswapen van Messenkamp

- Gemeinsame Normdatei: 5318794-5
- Virtual International Authority File: 155664604

Ahnsen · 
Apelern · 
Auetal · 
Auhagen · 
Bad Eilsen · 
Bad Nenndorf · 
Beckedorf · 
Buchholz · 
Bückeburg · 
Hagenburg · 
Haste · 
Heeßen · 
Helpsen · 
Hespe · 
Heuerßen · 
Hohnhorst · 
Hülsede · 
Lauenau · 
Lauenhagen · 
Lindhorst · 
Lüdersfeld · 
Luhden · 
Meerbeck · 
Messenkamp · 
Niedernwöhren · 
Nienstädt · 
Nordsehl · 
Obernkirchen · 
Pohle · 
Pollhagen · 
Rinteln · 
Rodenberg · 
Sachsenhagen · 
Seggebruch · 
Stadthagen · 
Suthfeld · 
Wiedensahl · 
Wölpinghausen